# Julie Taton

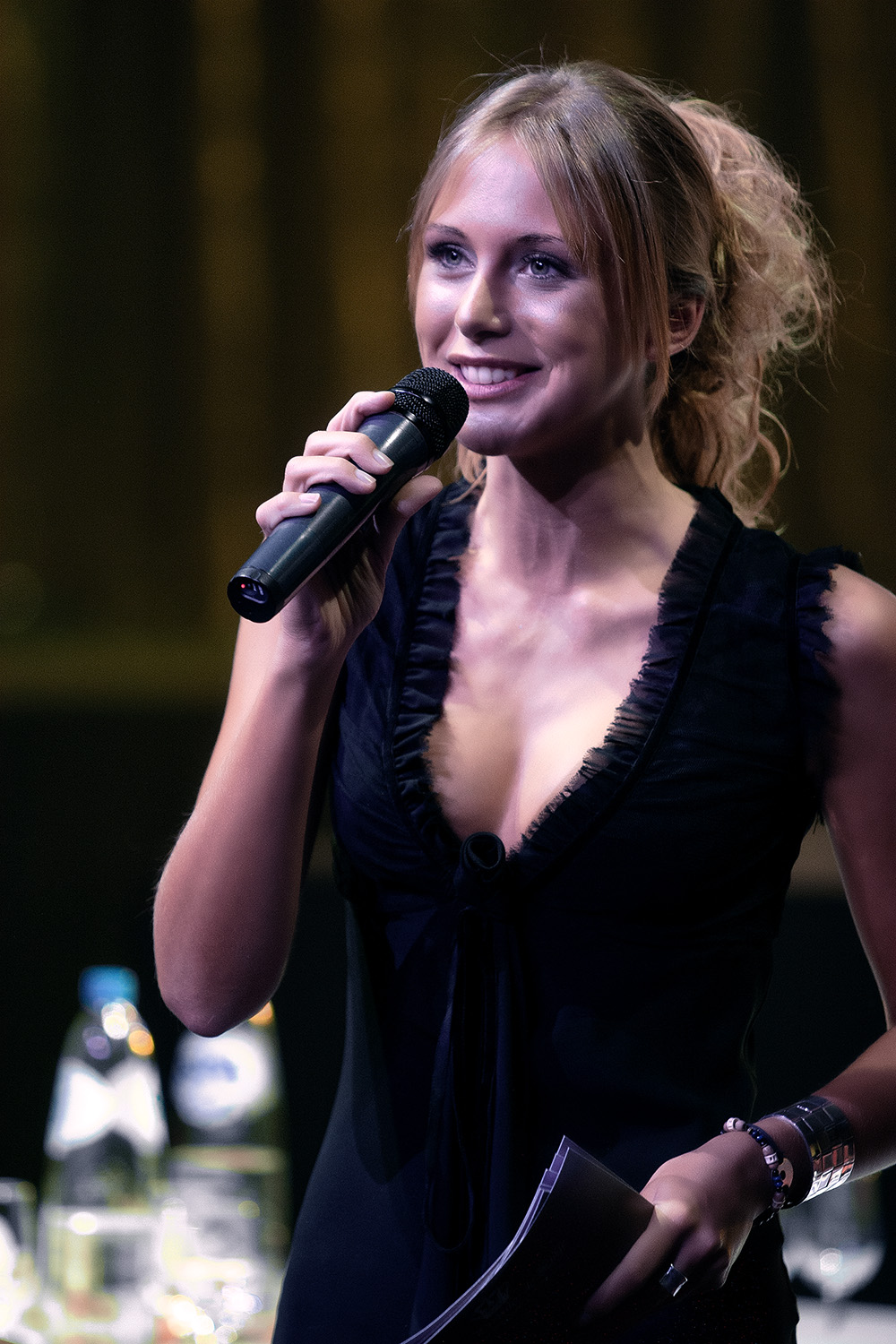
Julie Taton in 2005

Julie Taton (Namen, 6 februari 1984) is een Waals model en tv-presentatrice bij RTL. Ze werd Miss België in het jaar 2003 en is eveneens politica voor de liberale MR.

## Biografie

### Miss België
Julie Taton studeerde public relations toen ze op haar achttiende meedong naar de titel van Miss België 2003, die ze op 28 december 2002 won. Haar activiteiten als Miss België verhinderden haar om haar studies af te maken. Als Miss België nam ze op 3 juni 2003 deel aan de Miss Universe-verkiezing in Panama-stad en op 12 september 2003 aan de Miss Europa-verkiezing in het Franse Nogent-sur-Marne. Op 6 december 2003 nam ze ook deel aan de schoonheidswedstrijd Miss World in het Chinese Sanya.

### Carrière in de media
Na haar jaar als Miss België werd Julie Taton in 2004 aangeworven door de Waalse commerciële zender RTL. Ze werd er omroepster en presentatrice van verschillende programma's, zoals de slotshows van de liefdadigheidsactie Télévie en van 2009 tot 2011 de eerste drie seizoenen van het programma L'amour est dans le pré, het Franstalige Boer zoekt Vrouw. Tijdens het zesde seizoen van dit programma nam ze deel als kandidate. Daarnaast presenteerde ze van 2012 tot 2013 de eerste twee seizoenen van de Franstalige versie van Belgium's Got Talent.
Taton deed eveneens televisiewerk voor de Franse zenders Groupe M6, France Télévisions en Groupe TF1, waar ze echter mee stopte nadat in 2021 bij een van haar kinderen het fragiele-X-syndroom werd vastgesteld. Voorts was ze te zien of te horen in reclamespots voor televisie en radio en presenteerde ze van 2007 tot 2010 op Radio Contact.
In 2020 vertrok Taton bij RTL-TVI en ging ze presenteren bij de radiozender NRJ. Ze bleef er aan de slag tot in januari 2024, toen ze in de politiek stapte.

### Maatschappelijk en politiek engagement
In november 2014 werd Julie Taton ambassadrice voor Rode Kruis België.
In januari 2024 werd ze politiek actief voor de liberale MR. Taton kreeg meteen de tweede plaats op de Henegouwse lijst van de MR voor de federale verkiezingen van 9 juni 2024, na partijvoorzitter Georges-Louis Bouchez. Naar eigen zeggen wilde ze vanuit haar ervaring als moeder met een gehandicapt kind een stem geven aan kinderen met een beperking. Ze werd met een persoonlijke score van 23.633 stemmen verkozen in de Kamer van volksvertegenwoordigers.
Voor de lokale verkiezingen van oktober 2024 wilde Taton van Waals-Brabantse Lasne naar Bergen verhuizen, maar de stad weigerde haar domicilieaanpassing, omdat volgens de stadsdiensten niet kon worden aangetoond dat Taton echt in Bergen woonde. Taton vocht dit aan in de rechtbank, maar werd zowel in eerste aanleg als in beroep in haar ongelijk gesteld, met als gevolg dat ze zich terugtrok van de MR-lijst in Bergen.

### Privéleven
Van 2002 tot 2010 had Taton een relatie met Jean-Michel Zecca, radio- en tv-presentator bij RTL. In 2015 trad ze in het huwelijk met Harold van der Straten Ponthoz, met wie ze in 2016 en 2020 twee zonen kreeg.
- Gemeinsame Normdatei: 1165890763
- Virtual International Authority File: 1976153596625751900001